# Артур Ленард Шолоу
Артур Ленард Шолоу (енгл. Arthur Leonard Schawlow, 5. мај 1921 — 28. април 1999) био је амерички физичар, који је 1981. године, добио Нобелову награду за физику „за допринос развоју ласерске спектроскопије”.